# 小野市立下東条小学校
小野市立下東条小学校（おのしりつ しもとうじょうしょうがっこう）は、兵庫県小野市小田町にある公立小学校。

## 沿革
- 1877年8月 - 文政・明政・開政・化政が統合し、西条小学校として発足。
- 1883年4月 - 下東条曽根尋常小学校と改称。
- 1941年4月1日 - 曽根国民学校と改称。
- 1954年12月 - 下東条村立曽根小学校と改称。
- 1955年10月 - 小野市立下東条小学校と改称。

## 校区
中谷町、池田町、曽根町、脇本町、万勝寺町、小田上町、小田下町（小野市立中番小学校の校区とする区域は除く）福住町（一部）、船木町、菅田町（一部）

## 卒業後の進路
- 小野市立旭丘中学校

## 校区が隣接している学校
- 小野市立中番小学校
- 小野市立小野東小学校
- 三木市立豊地小学校
- 加東市立東条学園小中学校
- 加東市立社学園小中学校